# Banian (Guinée)
Pour les articles homonymes, voir Banian.
Banian est une ville et une sous-préfecture de Guinée, rattachée à la préfecture de Faranah et à la région de Faranah.

## Population
En 2016, le nombre d'habitants est estimé à 39 180, à partir d'une extrapolation officielle du recensement de 2014 qui en avait dénombré 366 340 .

## Personnalité lie a la ville
- Mama Diabaté (1959 - 2023), musicien guinéen ;